# Calendário budista
O calendário budista é um conjunto de calendários lunissolares usados principalmente nos países do Sudeste Asiático, como Camboja, Laos, Mianmar e Tailândia, bem como no Seri Lanca para ocasiões religiosas ou oficiais. Embora os calendários compartilhem uma linhagem comum, também têm variações menores, mas importantes, como horários de intercalação, nomes e numeração de meses, uso de ciclos, etc. Na Tailândia, o nome Era Budista é um sistema de numeração de anos compartilhado pelo tradicional calendário lunissolar tailandês e pelo calendário solar tailandês.